# Conjugado isotómico
En geometría, el conjugado isotómico de un punto P con respecto a un triángulo ABC es otro punto, definido de una manera específica desde P y ABC: si los puntos base de las líneas PA, PB y PC en los lados opuestos a A, B, y C son reflejados sobre los puntos medios de sus lados respectivos, las líneas resultantes se cruzan en el conjugado isotómico de P.

## Construcción

Supóngase que P no es colineal con dos vértices de ABC. Sean A', B' y C' los puntos en los que las líneas AP, BP y CP se cortan con los lados BC, CA y AB (extendidos si es necesario). Reflejando A', B', C' en los puntos medios de los lados BC, CA y AB, se obtienen respectivamente los puntos A", B" y C". Las tres líneas isotómicas AA", BB" y CC" que pasan por los vértices del triángulo se cortan en un punto, el conjugado isotómico de P (lo que puede ser probado usando el teorema de Ceva).

## Coordenadas
Si las coordenadas trilineales para P son p: q: r, entonces las trilineales para el conjugado isotómico de P son
 a-2p-1:  b-2q-1:  c-2r-1,
donde a, b y c son las longitudes de los lados opuestos a los vértices A, B, y C respectivamente.

## Propiedades
- El conjugado isotómico del centroide del triángulo ABC es el mismo centroide.

- El conjugado isotómico del punto simediano es el tercer punto de Brocard, y el conjugado isotómico del punto de Gergonne es el punto de Nagel.

- Los conjugados isotómicos de líneas rectas son circuncónicas, y por el contrario, los conjugados isotómicos de circuncónicas son rectas. Esta propiedad es válida también para los conjugados isogonales.